# Zelandotipula flavicornis
Zelandotipula flavicornis är en tvåvingeart som först beskrevs av Alexander 1914.  Zelandotipula flavicornis ingår i släktet Zelandotipula och familjen storharkrankar.
Artens utbredningsområde är Venezuela. Inga underarter finns listade i Catalogue of Life.